# OK Go
OK Go — американская альтернативная рок-группа из Чикаго, сейчас они живут в Лос-Анджелесе. Состав: Дэмиен Кулаш (вокал и гитара), Тим Нордвинд (бас-гитара и бэк-вокал), Дэн Конопка (ударные и перкуссии) и Энди Росс (клавишные, гитара и бэк-вокал), который присоединился к группе в 2005 году, заменяя Энди Дункана.
Группа знаменита своими изобретательными — и нередко снятыми одним кадром — клипами на песни A Million Ways (2005) , Here It Goes Again (2006) , This Too Shall Pass (2010) , End Love (2010) , White Knuckles (2010) , Needing/Getting (2012) , The Writing's On the Wall (2014) , I Won't Let You Down (2014) , Upside Down And Inside Out (2016) , The One Moment (2016) .

## История
Вокалист Дэмиен Кулаш познакомился с басистом Тимом Нордвиндом в лагере Interlochen Arts Camp, когда им было по 11 лет. Дэмиен там занимался графическим дизайном, а Тим музыкой. Они встретились за игрой в настольный теннис, в которой победил Дэмиен. Название группы произошло от слов их учителя рисования, который говорил «OK… Go!» на уроках. После лагеря они поддерживали связь, обмениваясь сборниками песен, которые повлияли на их вкус и на будущий звук. Своего первого гитариста и, по совместительству, клавишника Энди Дункана они встретили в школе, а барабанщика Дэна Конопку — в колледже. Группу OK Go они основали в 1998.
Больше всего на OK Go повлияли Pixies, The Cars, Cheap Trick, T.Rex, Queen, Prince, The Zombies и панк-рок-группы из Вашингтона, особенно Fugazi и Shudder To Think. Уникальный полу-гламурный, полу-роковый стиль группы также привлек внимание. Они известны комбинированием броских, эклектичных рисунков с жилетами, безрукавками, галстуками, пиджаками, классическими брюками и необычным количеством украшений, особенно брошей. Некоторые отмечают схожесть их стиля с группами Weezer, They Might Be Giants, но OK Go в интервью говорят, что на их стиль повлияли Оскар Уайльд, Дэвид Боуи и «другие люди, слишком богатые, чтобы знать, как сумасшедше они выглядят».
Группа также выступала в программе This American Life общественно-правового радио на 5-й годовщине шоу. Они выступили с предшественником их жутко успешных клипов — танец на песню C-C-C-Cinnamon Lips, придуманный для передачи Chic-a-Go-Go. Айра Гласс, хозяин передачи This American Life, написал их официальную биографию, описав их песни как «частично инди-рок, частично стадионный рок, частично поп с дуновениями Weezer или The Cars или Эллиота Смита».

### Прорыв
После появления OK Go на This American Life и их отношений с They Might Be Giants группа выпустила дебютный альбом OK Go в 2002 году. В британском чарте песня Get Over It была 21-й 16 марта 2003 года, и группа выступила с ней на британской программе Top of the Pops. В ту же неделю клип на эту песню был назван клипом недели журналом Q magazine. Сингл был использован в играх EA Sports под названиями Triple Play 2003 и Madden NFL 2003. Их песня Do What You Want была использована в играх EA Sports NHL 06, Guitar Hero On Tour и Burnout Revenge, а их песня Here It Goes Again — в игре Rock Band.
Группа сыграла кавер на песню This Will Be Our Year группы Zombies для Future Soundtrack for America, политического альбома, выпущенного лейблом Barsuk Records осенью 2004 года. Вокалист Дэмиен Кулаш стал немного политически активным во время выборов и написал книгу-инструкцию «How Your Band Can Fire Bush», надеясь что группы помогут сбросить Президента Джорджа Буша.
В 2007 году OK Go написали песню для футбольной команды Chicago Fire S.C.. Песня была вывешена на официальном сайте команды для бесплатного скачивания. В том же году OK Go записали кавер на песню Gigantic группы Pixies для альбома Dig For Fire — a tribute to PIXIES лейбла American Laundromat Records.

### Слава, заслуженная клипами
Второй альбом под названием «Oh No» был записан в Мальмё, Швеция, и продюсирован Тором Йохансоном (он также продюсировал The Cardigans, Franz Ferdinand) осенью 2004 года. После записи, в 2005 году, Энди Дункан покинул группу, на замену ему пришёл Энди Росс. Альбом вышел в августе 2005 года.
Альбом OK Go заработал популярность благодаря клипу на песню A Million Ways, который стал заразительным Интернет-мемом осенью 2005 года. Супер-низкобюджетный клип изображал группу на их заднем дворе, исполняющую танец, поставленный сестрой Кулаша Триш Си. Камера была одолжена у знакомого, клип был снят за 10 долларов и выпущен, скорее всего, без знания или разрешения их лейбла Capitol Records. К августу 2006 года клип стал самым скачиваемым видео — больше 9 миллионов скачиваний. Группа выступила с этим танцем вживую на британской телевизионной передаче Soccer AM.
Необычный клип на песню A Million Ways — не первый для группы. Предыдущие оригинальные видео с OK Go включают их видеоинструкцию по настольному теннису и Федеральная правда музыкальных проектов. Они также выступали с танцем на песню C-C-C-Cinamon Lips после выхода их первого альбома. 31 июля 2006 года группа выпустила клип на песню Here It Goes Again, который изображал тщательно отработанный танец на беговых дорожках, также поставленный Триш Си. Этот клип просмотрели больше миллиона людей на сайте YouTube в первые 6 дней. До конца декабря 2008 года видео просмотрели больше 42 миллионов раз, что поставило его на 29 место среди самых просматриваемых видео и на 20 место среди самых просматриваемых клипов, а также на 6-е место среди видео, больше всего добавляемого в любимые, и 2-е среди клипов, больше всего добавляемых в любимые, на YouTube. Группа работала как с всемирно известными, так и с не очень знаменитыми режиссёрами, включая Фрэнсиса Лоуренса, Оливье Гондри (брата Мишеля Гондри), Брайана Л. Перкинса Архивная копия от 22 февраля 2009 на Wayback Machine, Скотта Кейнера И Тодда Салливана. 23 августа 2006 года Дэмиен Кулаш появился на The Colbert Report, чтобы поговорить о необычайной популярности A Million Ways и Here It Goes Again. Последнее видео получило награду YouTube как Самое Креативное в 2006 году. МС Common ссылается на видео в своей песне Drivin' Me Wild («She was the type to watch Oprah and the Today Show, be on the treadmill, uh, like 'OK Go'»).
В танцевальных клипах OK Go их басист Тим Нордвинд шевелит губами вместо вокалиста Дэмиена Кулаша, подражая танцу на песню C-C-C-Cinnamon Lips, которую поет Тим. 31 августа 2006 года OK Go выступили на MTV Video Music Awards с танцем на песню Here It Goes Again. С пор этого выступления продажи альбома и сингла увеличились, особенно на iTunes Music Store, где сингл достиг 11 места, а альбом — 2-го. 7 ноября 2006 года OK Go выпустили ограниченный тираж CD/DVD версии альбома Oh No. DVD включает их клипы, видео 180 фанов, исполняющих танец A Million Ways для соревнования YouTube и видео их репетиций танца Here It Goes Again.
В мае 2006 года они гастролировали с группой Panic at the Disco, в сентябре они были в Великобритании, поддерживая Motion City Soundtrack и продолжили тур по США в поддержку Snow Patrol до весны 2007 года.
12 января 2006 года OK Go появились на канале NBC в сериале Las Vegas. Серия под названием Fleeting Cheating Meeting включала много песен из альбома Oh No. Клип на песню Here It Goes Again был спародирован в одной из серий Симпсонов. 11 февраля 2006 года OK Go и Триш Си получили Грэмми за Лучший Клип за клип на песню «Here It Goes Again».
Во время поездки в Новый Орлеан в 2006 году группа записала EP с НовоОрлеанской фанк-рок-группой Bonerama, чтобы собрать деньги для музыкантов, которые пострадали в урагане Катрина. EP под названием You're Not Alone был выпущен 5 февраля 2008 года.
12 октября 2008 года OK Go провозгласили, что закончили написание песен для третьего альбома и находятся в Нью-Йоркской студии с продюсером Дейвом Фридманом (он также продюсировал The Flaming Lips, MGMT). Альбом будет называться «The Influence of the Blue Ray of the Sunlight and of the Blue Color of the Sky» и будет выпущен в сентябре 2009. Одна из песен с этого альбома, Skyscrapers, доступна для скачивания с 7 мая. 23 сентября группа на своем официальном сайте объявила дату релиза третьего студийного альбома — 12 января 2010.

## Концертные участники
- Бурлей Сивер — клавишные, перкуссии (2002)
- Ара Андерсно — клавишные, перкуссии, труба (2002, 2004)

## Дискография

### Альбомы/EPs
| Год  | Альбом/EP     | Название                                           | Чарт США # | Чарт Heatseekers США # |
| ---- | ------------- | -------------------------------------------------- | ---------- | ---------------------- |
| 2000 | EP            | Brown EP                                           |            |                        |
| 2000 | EP            | Pink EP                                            |            |                        |
| 2002 | Альбом        | OK Go                                              | 107        | 1                      |
| 2005 | EP            | Do What You Want                                   |            |                        |
| 2005 | Альбом        | Oh No                                              | 69         | 1                      |
| 2007 | EP            | Master The Treadmill with OK Go                    |            |                        |
| 2007 | EP            | iTunes Live from SoHo                              |            |                        |
| 2008 | EP            | You’re Not Alone (with Bonerama)                   |            |                        |
| 2009 | Альбом (LIVE) | Live from the Fillmore – New York at Irving Plaza  |            |                        |
| 2010 | Альбом        | Of the Blue Colour of the Sky                      | 40         |                        |
| 2010 | Альбом        | Of the Blue Colour of the Sky - Extra Nice Edition |            |                        |
| 2011 | Альбом (LIVE) | 180/365                                            |            |                        |
| 2014 | Альбом        | Hungry Ghosts                                      |            |                        |
| 2025 | Альбом        | And the Adjacent Possible                          |            |                        |

### Синглы
| Year | Song                                         | US Hot 100 | U.S. Modern Rock | U.S. Mainstream Rock | U.S. Pop 100 | UK Singles Chart | Hot Digital Songs | NZ | Альбом |
| ---- | -------------------------------------------- | ---------- | ---------------- | -------------------- | ------------ | ---------------- | ----------------- | -- | ------ |
| 2002 | «Get Over It»                                | -          | 20               | -                    | -            | 21               | -                 | -  | OK Go  |
| 2003 | «Don’t Ask Me»                               | -          | -                | -                    | -            | -                | -                 | -  | OK Go  |
| 2005 | «A Million Ways»                             | -          | -                | -                    | -            | 43               | -                 | -  | Oh No  |
| 2006 | «Do What You Want»                           | -          | -                | -                    | -            | -                | -                 | -  | Oh No  |
| 2006 | «Oh Lately It’s So Quiet» (Radio Promo Only) | -          | -                | -                    | -            | -                | -                 | -  | Oh No  |
| 2006 | «Invincible» (Radio Promo Only)              | -          | -                | -                    | -            | -                | -                 | -  | Oh No  |
| 2006 | «Here It Goes Again»                         | 38         | 17               | -                    | 34           | 36               | 18                | 28 | Oh No  |

## Награды
- Грэмми:
  - Лучший Клип (2007) за «Here It Goes Again»[7]
- YouTube Video Awards:
  - Самое Креативное Видео (2006) за «Here It Goes Again»[5]

### Номинации
- MTV Europe Music Award of 2006:
  - Лучшее видео (Best Video) за клип «A Million Ways»[8]
- Grammy Awards of 2012:
  - Лучшее короткое музыкальное видео (Best Short Form Music Video) за клип «All Is Not Lost»